# Шлајден
Шлајден (њем. Schleiden) град је у њемачкој савезној држави Северна Рајна-Вестфалија. Једно је од 11 општинских средишта округа Ојскирхен. Према процјени из 2010. у граду је живјело 13.580 становника. Посједује регионалну шифру (AGS) 5366036, NUTS (DEA28) и LOCODE (DE SCV) код.

## Географски и демографски подаци
Шлајден се налази у савезној држави Северна Рајна-Вестфалија у округу Ојскирхен. Град се налази на надморској висини од 291–620 метара. Површина општине износи 121,8 km². У самом граду је, према процјени из 2010. године, живјело 13.580 становника. Просјечна густина становништва износи 111 становника/km².

## Међународна сарадња
| Мјесто | Држава    | Врста сарадње | Од    |
| ------ | --------- | ------------- | ----- |
|        | Француска | партнерство   | 1978. |
| Извор  |           |               |       |